# Parafia Najświętszego Serca Pana Jezusa w Trzebini
Parafia Najświętszego Serca Pana Jezusa w Trzebini – parafia należąca do dekanatu Trzebinia archidiecezji krakowskiej.
Parafia została utworzona w 1958 r. Prowadzona jest przez księży Salwatorianów. W 1997 r. została ustanowiona Sanktuarium Matki Bożej Fatimskiej. Kościół parafialny został zbudowany w latach 1908-1911 według projektu architekta Jana Sasa-Zubrzyckiego, rozbudowany w latach 1954-1980 według projektu architekta Zygmunta Gawlika. Mieści się przy ulicy Wojciecha Bartosza Głowackiego.
3 września 1997 r. kard. Franciszek Macharski koronował znajdującą się w kościele figurę Matki Bożej Fatimskiej koroną papieską. 31 stycznia 2013 r. Kongregacja Kultu Bożego i Dyscypliny Sakramentów podniosła kościół do godności bazyliki mniejszej. 